# Dasyphleps
Dasyphleps is een geslacht van rechtvleugeligen uit de familie sabelsprinkhanen (Tettigoniidae). De wetenschappelijke naam van dit geslacht is voor het eerst geldig gepubliceerd in 1891 door Karsch.

## Soorten
Het geslacht Dasyphleps omvat de volgende soorten:
- Dasyphleps karschi Karny, 1920
- Dasyphleps novaeguineae Haan, 1842